# Extreme Rules (2009)
Extreme Rules (2009) là một sự kiện pay-per-view đấu vật chuyên nghiệp sản xuất bởi WWE, diễn ra ngày 7 tháng 6 năm 2009, tại New Orleans Arena ở New Orleans, Louisiana, được tài trợ bởi AT&T. Đây là sự kiện đầu tiên có tên gọi Extreme Rules và được xem là phần tiếp theo của loại sự kiện One Night Stand. Sự kiện có sự góp mặt của các đô vật ở Raw, SmackDown, và ECW. Có 8 trận đấu diễn ra trong sự kiện, mặc dù thật ra có 9 trận.

## Kết quả
| #                                                                                | Kết quả                                                                          | Thể loại                                                                                          | Thời gian |
| -------------------------------------------------------------------------------- | -------------------------------------------------------------------------------- | ------------------------------------------------------------------------------------------------- | --------- |
| 1D                                                                               | Kelly Kelly và Mickie James đánh bại Beth Phoenix và Rosa Mendes                 | Tag team match                                                                                    | 15:24     |
| 2                                                                                | Kofi Kingston (c) đánh bại Matt Hardy, Montel Vontavious Porter và William Regal | Fatal-4-Way match tranh đai WWE United States Championship                                        | 06:42     |
| 3                                                                                | Chris Jericho đánh bại Rey Mysterio (c)                                          | No Holds Barred match tranh đai WWE Intercontinental Championship                                 | 14:43     |
| 4                                                                                | CM Punk đánh bại Umaga                                                           | Samoan Strap match                                                                                | 08:59     |
| 5                                                                                | Tommy Dreamer đánh bại Jack Swagger và Christian (c)                             | Triple threat hardcore match tranh đai ECW Championship                                           | 09:38     |
| 6                                                                                | Santina Marella đánh bại Chavo Guerrero và Vickie Guerrero (c)                   | Handicap Hog Pen match for the title of "Miss WrestleMania"                                       | 02:43     |
| 7                                                                                | Batista đánh bại Randy Orton (c)                                                 | Steel Cage match tranh đai WWE Championship                                                       | 07:03     |
| 8                                                                                | John Cena đánh bại Big Show                                                      | Submission match                                                                                  | 19:06     |
| 9                                                                                | Jeff Hardy đánh bại Edge (c)                                                     | Ladder match tranh đai World Heavyweight Championship                                             | 20:07     |
| 10                                                                               | CM Punk đánh bại Jeff Hardy (c)                                                  | Đấu đơn for the World Heavyweight Championship This was CM Punk's Money in the Bank cash-in match | 01:02     |
| - (c) – chỉ người vô địch bước vào trận đấu - D – chỉ trận đấu là một dark match |                                                                                  |                                                                                                   |           |

## Nhân sự trên màn ảnh khác
| Bình luận viên - Michael Cole Raw - Jerry Lawler Raw - Jim Ross SmackDown - Todd Grisham SmackDown - Josh Mathews ECW - Matt Striker ECW Người phỏng vấn - Josh Mathews | Ring announcer - Tony Chimel ECW - Lilian Garcia Raw - Justin Roberts SmackDown - Jerry Lawler Hog Pen Match Trọng tài - Scott Armstrong - Mike Chioda - Jack Doan - Marty Elias - Chad Patton - Charles Robinson |